# Baldassare Castiglione
Baldassare Castiglione (født 14. december 1478, død 8. februar 1529) var en italiensk renæssance-forfatter.
Han blev født i Casatico ved Mantua, og blev opdraget i Milano ved Ludovico il Moros hof under de bedste læreres vejledning og fik snart lejlighed til at lægge sine evner og kundskaber for dagen i det mantuanske herskerhus Gonzagas tjeneste, med hvilket han var beslægtet.
1504 gik Castiglione imidlertid over til at tjene hertug Guidobaldo af Urbino, der sendte ham som ambassadør, først til den engelske konge, Henrik VII, siden til Ludvig 12. af Frankrig. Senere valgte pave Pave Clemens 7. ham til Afsending til Karl V i Spanien. Men her fik han en meget ubehagelig stilling; trods behændighed og iver opnåede han ikke de attråede fordele hos kejseren. Paven nærede mistillid til hans troskab, og Castiglione ærgrede sig så meget over alt dette, at det voldte hans helsot.
Castiglione, hvis træk Rafael, hvem han beskyttede, har foreviget i et herligt portræt, er en smuk type på det bedste i den italienske renæssance. Dette fremtræder også i hans forfattervirksomhed, hvis ypperste frugt er dialogen Il Cortigiano (1528), der foregår ved hertug Guidobaldo af Urbinos hof, hvor et selskab af skønånder, lærde og damer, afhandler på åndrig vis det spørgsmål, hvad der fordres for at være en ret "cortigiano", dvs ikke blot "hofmand", men tillige ridder, gentleman, adelsmand, kavaler, den, der besidder den højeste dannelse.
I få af renæssancens litterære frembringelser har dens ånd givet sig et så tiltalende udtryk. Bogen blev meget beundret, ofte udgivet (således i Firenze 1894, kommenteret af Cian) og oversat på flere sprog. Men også Castigliones breve (2 bd, Padua 1769-71) til forskellige højtstående og fremragende personer har betydeligt værd.
Han har desuden skrevet digte på latin og italiensk og et hyrdedrama, Tirsi.